# Alice Hathaway Lee Roosevelt
Alice Hathaway Lee Roosevelt, født 29. juli 1861 i Chestnut Hill, Massachusetts, død 14. februar 1884 på Manhattan i New York, New York, var Theodore Roosevelts første hustru.